# Bohus Sámuel
Bohus Sámuel (17. század – 18. század) jogtudós.
Bohus György késmárki iskolaigazgató testvére, felsőpetőfalvai származású. 1704-ben iratkozott be a wittenbergi egyetemre s 1708-ban tért haza. Munkái:
- Gratulatio qua… Carolum VI. prosequebatur. Vittenbergae, 1712.
- Kéziratban maradt: Tractatus de dignitate palatinali és De jure Hungarico; ez utóbbi műveért VI. Károly császártól 30 000 frt szerzői dij helyeztetett neki kilátásba, a Jus criminale munkáért pedig 15 ezer frt; ezen munkáinak kiadásában azonban megakadályozta őt a halál.